# Gustave van Leempoel de Nieuwmunster

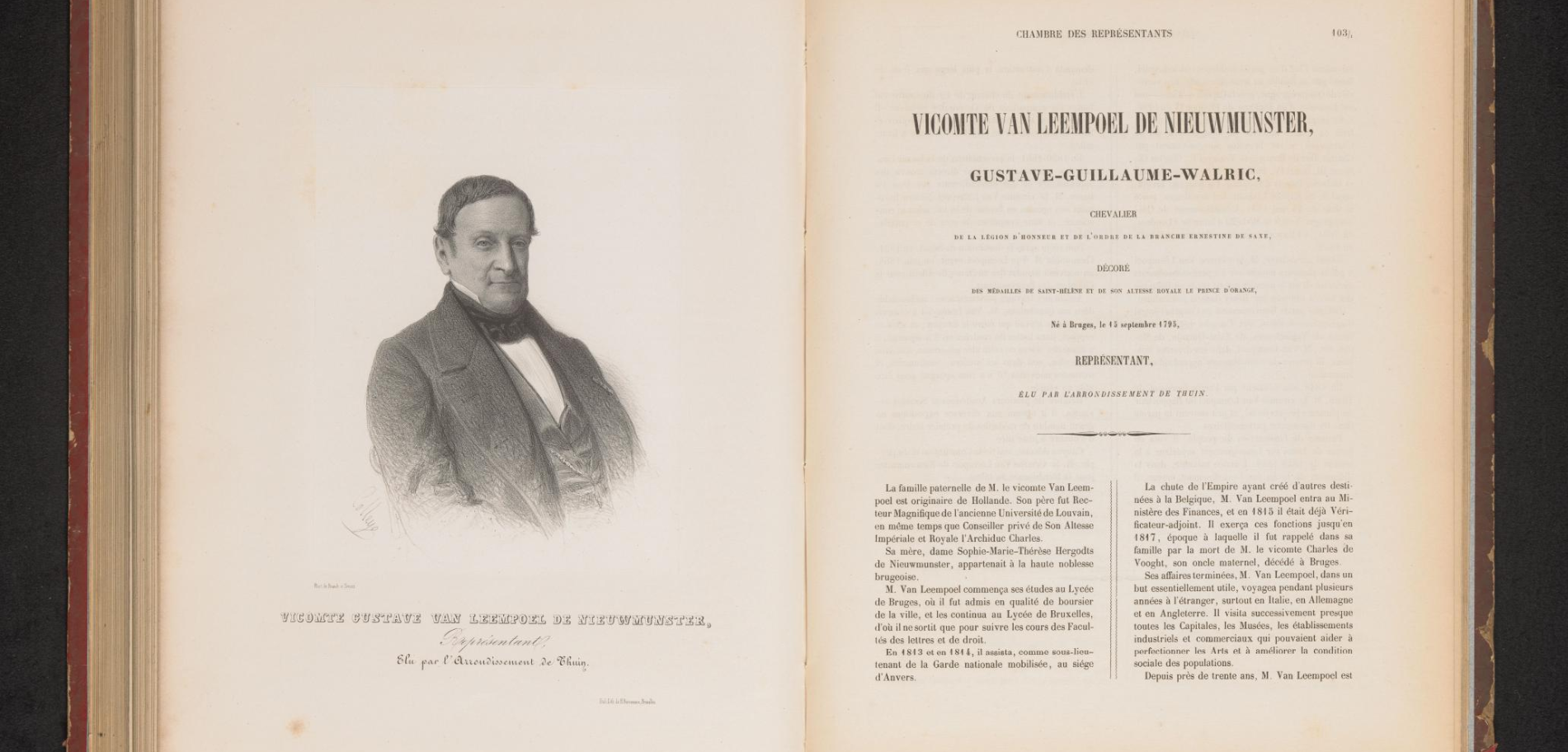
Reproduction d'une photographie d'un portrait de Gustave de Leempoel de Nieuwmunster par Henri Borremans. Extrait de l'ouvrage « Biographies des membres des deux chambres législatives : session 1857-1858 », Eugène Bochart, 1858.

Le vicomte Gustave Guillaume Waleric van Leempoel de Nieuwmunster, né le 15 septembre 1795 à Francfort-sur-le-Main et mort le 11 avril 1877 à Wimy, fut chef d'entreprise et homme politique belge.

## Biographie
Il était le fils de Jean Guillaume Van Leempoel (1751-1796), docteur en médecine, ancien "recteur magnifique" de l'université de Louvain, et de Sophie Marie Thérèse Herregodts (1769-1813), issue de la haute noblesse brugeoise. Ses parents se trouvaient en exil lors de sa naissance, après avoir fui les Pays-Bas autrichiens à la suite de leur annexion par la Première République française. 
Après des années "lycée" passées à Bruges, puis Bruxelles, il fit ses études de lettres et droit à l'Université impériale à Bruxelles. Il fut par la suite mobilisé pour la défense lors du Siège d'Anvers (1814), avant de devenir vérificateur adjoint au ministère des finances. 
Il se maria le 14 avril 1826, en premières noces, avec Ernestine de Colnet, descendante des princes de Barbançon par sa mère Félicité de Tauffkircken, princesse de Barbançon et marquise de Wargnies, baronne de Crèvecœur ; de ce mariage naquit Oscar, vicomte de Leempoel, le 20 Août 1828. 
En secondes noces, le 14 octobre 1831, avec Stéphanie de Colnet dont la famille possédait la verrerie de Quiquengrogne de Wimy. Ils eurent le 7 septembre 1832 une fille prénommée Juliette.
En troisièmes noces, le 10 Septembre 1851 à Paris, avec Arabella Dyke, fille d'un juriste anglais. De cette union sont nés Georgine Marguerite Arabelle (22 Février 1858 - 1 Février 1964) et Albert Louis Gustave (28 Octobre 1859 - 1952) Van Leempoel de Nieuwmunster.
Il devint (sans doute peu après son second mariage en 1831) directeur des verreries de Quiquengrogne, tout d'abord avec son beau-frère, Jules de Colnet, qui lui passa ensuite complètement la main. En 1839, l'entreprise, dont la raison officielle était «Van Leempoel, De Colnet & Co.», produisait deux millions de bouteilles soufflées. En 1841, il fit breveter un procédé de standardisation des embouchures de bouteilles. L'établissement participa à différentes expositions industrielles, dont celles de Paris 1855 et Londres 1862, d'où il sortit médaillé. La verrerie appartenait toujours à van Leempoel en 1863, mais elle avait changé de nom après l'association avec M. Déhu, pour devenir la «Société Vicomte Van Leempoël, Déhu & Compagnie». 
Il fut également très actif pour le développement de l'agriculture dans la région de sa ferme, la Grand'taille. En 1853, il fut importateur du fil de fer pour clôture des pâturages en Thiérache. 
Il fut bourgmestre de Vergnies de 1848 jusqu'à son décès et sénateur de Thuin à partir de 1848. Comme sénateur, « il fut rapporteur de plusieurs projets de loi, et prit souvent la parole dans les discussions parlementaires. (...) Partisan de l'instruction du peuple, il vota en faveur de la loi sur l'enseignement supérieur à la session de 1848-1849. L'année suivante, dans la discussion de la loi sur l'enseignement moyen, il demanda l'instruction la plus large aux frais de l'État ». Il œuvra aussi à l'adoption du projet de loi concernant l'établissement du Chemin de fer du Centre. Le développement des transports lui tenait à cœur, car il fut également actionnaire de la Compagnie du chemin de fer de Chimay.
Son portrait dans la brochure consacrée à la présentation des parlementaires de Belgique est dithyrambique : « Assidu aux travaux parlementaires, inébranlable dans ses convictions, M. Van Leempoel a compris que c'est le travail qui élève le citoyen; et sous ce rapport, dans toutes les contrées où il a séjourné, il a laissé des traces de cette idée généreuse, soit dans les écoles, soit dans les ateliers: instruments et méthodes nouvelles, il n'a rien épargné pour être utile au peuple. (…) Citoyen dévoué, ami de la Constitution et du peuple, M. le vicomte Van Leempoel de Nieuwmunster joint la bienfaisance au talent. »

## Le titre de vicomte
Le 23 Janvier 1817 mourut à Bruges le chevalier Charles François Ghislain de Vooght, demi-frère de sa mère. Il ne laissait pas de descendants et, dans son testament, faisait de son neveu Gustave son « légataire universel », lui transmettant « sa fortune, son nom et tous ses titres de noblesse ». Le roi Guillaume Ier confirma le testament de Charles de Voogt, et admit Gustave van Leempoel dans la noblesse officielle des Pays-Bas le  29 Juillet 1817, sous le nom de «vicomte van Leempoel de Nieuwmunster et de Voogt ».
En relevant les armes et le nom des de Vooght, Van Leempoel adoptait par là même leur devise, « al altiora semper » (« toujours plus haut »). On peut dire, au regard de sa vie, qu'elle lui allait comme un gant.
Mais le 4 Août 1819, cet arrêté royal fut annulé (« et ne reçut aucune exécution ») à la suite de la réclamation de Louis Philippe Thomas d'Overloope, le neveu de de Vooght. Ce dernier « reconnut que van Leempoel était, en effet, neveu du testateur (...), mais il fit observer que la parenté du dit van Leempoel avec le défunt vicomte provenait seulement du chef des Willays, et non du côté des de Voogt, auquel van Leempoel était entièrement étranger, n'ayant pas une seule goutte de leur sang dans les veines. En conséquence, il réclama contre l'usurpation d'un nom qu'il considérait comme sa propriété personnelle ». Guillaume 1er accueillit cette protestation et rapporta l'arrêté royal qui en était l'objet ; d'Overloope « fut autorisé par arrêté royal du 7 Juin 1820 à porter le nom et les armes de sa mère », Hélène Thérèse de Vooght (la sœur de Charles François Ghislain).
Cependant, Van Leempoel était têtu, et ce titre lui tenait à cœur : il continua à se faire appeler Vicomte, comme l'attestent de multiples documents, entre autres son acte de mariage en 1831. Et il était persévérant, puisque 30 ans après, « par disposition royale du 4 Juin 1850 et par lettres patentes du 16 Janvier 1860, [il fut] annobli et créé vicomte. Le titre [était] transmissible de mâle en mâle par ordre de primogéniture ». Il n'y accolait plus le nom des de Voogt, mais restait fidèle au titre de son grand-père maternel : il était officiellement le Vicomte de Nieuwmunster.

## Fonctions et mandats
- Député belge du parti libéral (de 1848 à 1864), membre de la Chambre des représentants de Belgique
- Sénateur de l'arrondissement de Thuin (Belgique) de 1848 à 1851
- Sénateur de l'arrondissement de Bruxelles (Belgique) d'Avril à Juin 1853 L'élection fut annulée car Van Leempoel avait certes un domicile à Bruxelles (en plus de celui de Vergnies), mais n'y payait pas suffisamment d'impôts (moins du seuil requis de 1.000 Florins) pour y être élu[18].
- Bourgmestre de Vergnies de 1848 à sa mort

## Membre de...
Il fut membre de plusieurs institutions et sociétés savantes:
- l'institut d'Afrique, dont il était membre lors de sa création en 1841[19].  Le premier article de ses statuts précisait : « L'Institut est fondé dans le but de concourir à la civilisation et à la colonisation universelle de l'Afrique par l'agriculture, le commerce, l'industrie, les arts, les lettres et les sciences ». L'article 2 précisait : « Il a pour but également de protéger, d'éclairer et d'émanciper la race africaine ».
- la Société Universelle de Londres pour l'encouragement des arts et de l'industrie, dont il était le vice-président en 1852[20]
- «La Campagnarde», association générale pour favoriser l'industrie agricole, dont il était membre du conseil d'administration en 1858[21]
- la Société centrale d'agriculture de Belgique, dont il démissionna en 1860[22]

## Décorations
- Chevalier de l'ordre de la Légion d'honneur, nommé par arrêté du président de la république française en 1849[23].
- Chevalier de l'ordre de la branche Ernestine de Saxe Cobourg-Gothal[3]
- Détenteur de la médaille du Prince d'Orange Nassau[3]
- Détenteur de la médaille de Sainte-Hélène[24]
- Chevalier de l'ordre de Léopold[25]

## Écrits
Il a laissé ses remarques dans quelques écrits :
- Du crédit foncier, 1851[26]
- Remarques sur l'amodiation des biens communaux, par le vicomte Van Leempoel,...,  Bruxelles : impr. de G. Stapleaux, 1853
- Notice sur la pisciculture, avec un mot sur son origine et sur l'application de cette découverte, 1854[27]
- Rapport Sur Le "Concours Agricole International Belle-Francais" à Condé, 1862
- De l'admission des sourds-muets et des aveugles dans les écoles primaires, 1864[28]
- Moyens de remédier à l'épizootie actuelle d'après MM. les docteurs Polli et Burggraeve,  Vervins : impr. de Papillon, 1865
- Les habitations ouvrières, 1867[29]